# 抜刀隊 (軍歌)
抜刀隊（ばっとうたい、旧字体：拔刀隊󠄁）は、日本の軍歌。

## 背景
西南戦争では火力に勝る政府軍に対抗して、西郷軍側は日本刀による斬り込み攻撃を多用し、しばしば白兵戦が発生した。政府軍の大多数を占める鎮台兵は、主に徴兵された平民で構成されており、彼らの俄か仕込みの銃剣術では薩軍兵の示現流に対抗することが困難であった。そこで士族出身者が多かった警視隊の中から、特に剣術に秀でた者を選抜し、抜刀隊が臨時編成され、田原坂の戦いなどに投入され、効果をあげた。軍歌「抜刀隊」は、この抜刀隊の活躍を歌ったものである。

## 曲
外山正一の歌詞に、フランス人のお雇い外国人シャルル・ルルーが曲をつけたもので、鹿鳴館（元の日比谷の華族会館）における大日本音楽会演奏会で1885年（明治18年）に発表された。最初期の軍歌であり本格的西洋音楽であったことから、後の様々な楽曲に影響を与えた。また完成度が高く庶民の間でも広く愛唱され、
西洋のメロディーによる日本で最初の流行歌となった。楽曲は転調を多用しており、当時の日本人の感覚からすると、やや歌いづらいものとされた。西洋音楽が珍しかった時代、小学校初等科音楽として使用されている。
後に兵部省の委嘱でルルー自身により行進曲に編曲（抜刀隊と扶桑歌を併せて編曲された）され、兵部省が陸軍省と海軍省に改編されてからは帝国陸軍の行進曲として制定された（陸軍省制定行進曲）。現在も陸上自衛隊、そして抜刀隊ゆかりの警視庁と各道府県警が使用している。一般的には「陸軍分列行進曲」と呼称されるがこれは通称であり、作曲時から用いられていた曲名ではない。公的な組織で使われたのは2007年に陸上自衛隊が使いだしたのが初である。
この曲を使用した行進曲には、他に前半部分はそのままに、後半を騎兵が観兵式で行うギャロップ（この部分の旋律は「抜刀隊」とは関係がない）に合うよう編曲された「観兵式行進曲」がある。
堀内敬三は「ヂンタ以来（このかた）」の中でジョルジュ・ビゼーの歌劇『カルメン』との類似を次のように指摘している。
ルルーが日本へ来た明治十七年は「カルメン」の初演後満八年になるのです。（中略）勿論軍楽長ルルーがこれを知らない筈はありません。「カルメン」に軍歌が一つあります。第二幕でドンホセーが鼻歌に歌ふ、あれです。ルルーが日本へ来て始めて軍歌を作曲する時「カルメン」の中の軍歌を思ひ出すのは当然でせう。だから「カルメン」第二幕の軍歌が「抜刀隊」の節の上に影響を与へたと見るのは無理では有りますまい。あの初めの所の五度音程の上昇とその反覆、その次の旋律型なんかはそっくりではありませんか。だから「ラッパ節」の先祖は「カルメン」だと私は云ふのです。〔原文ママ〕
西洋旋律による作曲能力が無く、著作権の観念が希薄な時期に流行した「抜刀隊」のメロディーは、「ノルマントン号沈没の歌」や手まり歌の「一番はじめは一の宮」などに借用されている。

## 歌詞
日本最初の新体詩集であるところの「新体詩抄」（1882年（明治15年）8月出版）に「抜刀隊の詩」として発表された。これは、東京大学（後の東京帝国大学）の教授であった外山正一、矢田部良吉、井上哲次郎の各博士の共篇である。作詞当時、東大の文学部長であった外山は、1870年（明治3年）からアメリカへ派遣され、ミシガン大学を卒業している。その留学期間がちょうど南北戦争の直後であったことから、アメリカの軍歌から強い影響を受けてこの歌詞を作ったものと考えられ、歌詞の終末四句を毎節繰り返す点などは、明白にアメリカの軍歌の形式を蹈襲したものとされる。

※下記の歌詞は、国立国会図書館デジタルコレクションにある『新体詩抄 初編』の『拔刀隊の詩（丶山仙士）』（p.19-22）を底本としている。但し、仮名は平仮名で統一。また、『新体詩抄 初編 2版』（p.25-28）や『丶山存稿 後編』（p.215-218）、その他『軍歌集』等に収録された歌詞と比較しても分かる通り、作曲からの期間が長期に経過したことによって、歌詞の詳細な情報が欠けており、歌い手や時代、場所による歌詞の差異有り。
1. 我は官軍我が敵は　天地容れざる朝󠄁敵ぞ
敵の大將たる者󠄁は　古今無雙󠄁の英雄で
之に從ふ兵は　共に慓悍決死の士
鬼神󠄀に恥ぬ勇󠄁あるも　天の許さぬ叛逆󠄁を
起󠄁しゝ者󠄁は昔より　榮えし例有らざるぞ
敵の亡󠄁ぶる夫迄は　進󠄁めや進󠄁め諸󠄀共に
玉散る劔拔き連󠄀れて　死ぬる覺悟で進󠄁むべし
2. 皇國の風と武士の　其身を護る靈の
維新此方廢れたる　日本刀の今更󠄁に
又世に出づる身の譽　敵も身方も諸󠄀共に
刄の下に死ぬべきぞ　大和魂ある者󠄁の
死ぬべき時は今なるぞ　人に後れて恥かくな
敵の亡󠄁ぶる夫迄は　進󠄁めや進󠄁め諸󠄀共に
玉散る劔拔き連󠄀れて　死ぬる覺悟で進󠄁むべし
3. 前󠄁を望󠄂めば劔なり　右も左も皆劔
劔の山に登らんは　未來の事と聞きつるに
此世に於て目の當たり　劔の山に登るのも
我身のなせる罪業を　滅す爲にあらずして
賊󠄁を征伐するが爲　劔の山も何のその
敵の亡󠄁ぶる夫迄は　進󠄁めや進󠄁め諸󠄀共に
玉散る劔拔き連󠄀れて　死ぬる覺悟で進󠄁むべし
4. 劔の光閃くは　雲閒󠄁に見ゆる稻妻か
四方に打出す砲󠄁聲は　天に轟く雷か
敵の刄に伏す者󠄁や　丸に碎けて玉の緖の
絕えて墓なく失する身の　屍は積みて山をなし
其血は流れて川をなす　死地に入るのも君が爲
敵の亡󠄁ぶる夫迄は　進󠄁めや進󠄁め諸󠄀共に
玉散る劔拔き連󠄀れて　死ぬる覺悟で進󠄁むべし
5. 彈丸雨飛の閒󠄁にも　二つなき身を惜まずに
進󠄁む我身は野嵐に　吹かれて消󠄁ゆる白露の
墓なき最期󠄁とぐるとも　忠義の爲に死ぬる身の
死て甲斐󠄁あるものならば　死ぬるも更󠄁に怨なし
我と思はん人たちは　一步も後へ引くなかれ
敵の亡󠄁ぶる夫迄は　進󠄁めや進󠄁め諸󠄀共に
玉散る劔拔き連󠄀れて　死ぬる覺悟で進󠄁むべし
6. 我今茲に死ん身は　君の爲なり國の爲
捨󠄁つべきものは命なり　假令ひ屍は朽ちぬとも
忠義の爲に捨󠄁る身の　名は芳しく後の世に
永く傳へて殘るらん　武士と生れた甲斐󠄁もなく
義もなき犬と云はるゝな　卑󠄀怯者󠄁となそしられそ
敵の亡󠄁ぶる夫迄は　進󠄁めや進󠄁め諸󠄀共に
玉散る劔拔き連󠄀れて　死ぬる覺悟で進󠄁むべし